# كرة المضرب في ألعاب البحر الأبيض المتوسط 2022
عُقدت منافسات كرة المضرب في ألعاب البحر الأبيض المتوسط 2022 في وهران في الفترة من 27 يونيو إلى 1 يوليو في مجمع حبيب خليل للتنس. سيتنافس الرياضيون في 4 منافسات.

## جدول الميداليات
*   البلد المضيف ( الجزائر)
| المرتبة | فريق    | ذهبية | فضية | برونزية | المجموع |
| ------- | ------- | ----- | ---- | ------- | ------- |
| 1       | إسبانيا | 2     | 2    | 1       | 5       |
| 2       | إيطاليا | 2     | 1    | 1       | 4       |
| 3       | مالطا   | 0     | 1    | 0       | 1       |
| 4       | المغرب  | 0     | 0    | 2       | 2       |
| المجموع | المجموع | 4     | 4    | 4       | 12      |

## الحاصلون على الميداليات
| الألعاب    | الذهبية                                              | الفضية                                                   | البرونزية                                       |
| ---------- | ---------------------------------------------------- | -------------------------------------------------------- | ----------------------------------------------- |
| فردي رجال  | Francesco Passaro · إيطاليا                          | Carlos López Montagud · إسبانيا                          | آدم منذر · المغرب                               |
| زوجي رجال  | Matteo Arnaldi · Francesco Passaro · إيطاليا         | Carlos López Montagud · ألفارو لوبيز سان مارتن · إسبانيا | إليوت بنشيتريت · آدم منذر · المغرب              |
| فردي سيدات | Guiomar Maristany · إسبانيا                          | Nuria Brancaccio · إيطاليا                               | Jéssica Bouzas Maneiro · إسبانيا                |
| زوجي سيدات | Jéssica Bouzas Maneiro · Guiomar Maristany · إسبانيا | Francesca Curmi · Elaine Genovese · مالطا                | Nuria Brancaccio · Aurora Zantedeschi · إيطاليا |

## روابط خارجية
- الموقع الرسمي نسخة محفوظة 6 يونيو 2022 على موقع واي باك مشين.